# Testudo marginata
La testuggine marginata (Testudo marginata Schoepff, 1792) comunemente chiamata testuggine sarda è un rettile appartenente all'ordine delle testuggini.

## Tassonomia

### Sottospecie
- T. marginata marginata (Schoepff, 1792), Grecia
- T. marginata weissingeri (Bour, 1995), Peloponneso
- T. marginata sarda (Mayer, 1992), Sardegna

### Sinonimi
- Testudo campanulata (Walbaum, 1782)
- Testudo graja (Hermann, 1804)
- Testudo nemoralis (Schreiber, 1875)
- Testudo tabulata var. campanulata (Walbaum, 1782)

### Differenziazione
La  T. marginata weissingeri (Bour, 1995) è di piccola taglia e diffusa in alcune zone aride nei dintorni di Sparta. C'è timore che questa sottospecie sia stata falcidiata dai tremendi incendi che hanno devastato il Peloponneso nell'estate del 2007.
La  T. marginata sarda è presente in Sardegna, raggiunge dimensioni ragguardevoli ed è di pigmentazione scura.
Recenti studi genetico comparativi mettono in dubbio la suddivisione in tre sottospecie imputando le differenziazioni a fattori ambientali.

### Revisione classificazione
In una classificazione redatta in base ai recenti dati molecolari/morfologici del genere Testudo è stato proposto di rinominare la specie T. marginata in Chersus marginata (Gmira, 1993) .

## Riconoscimento della specie

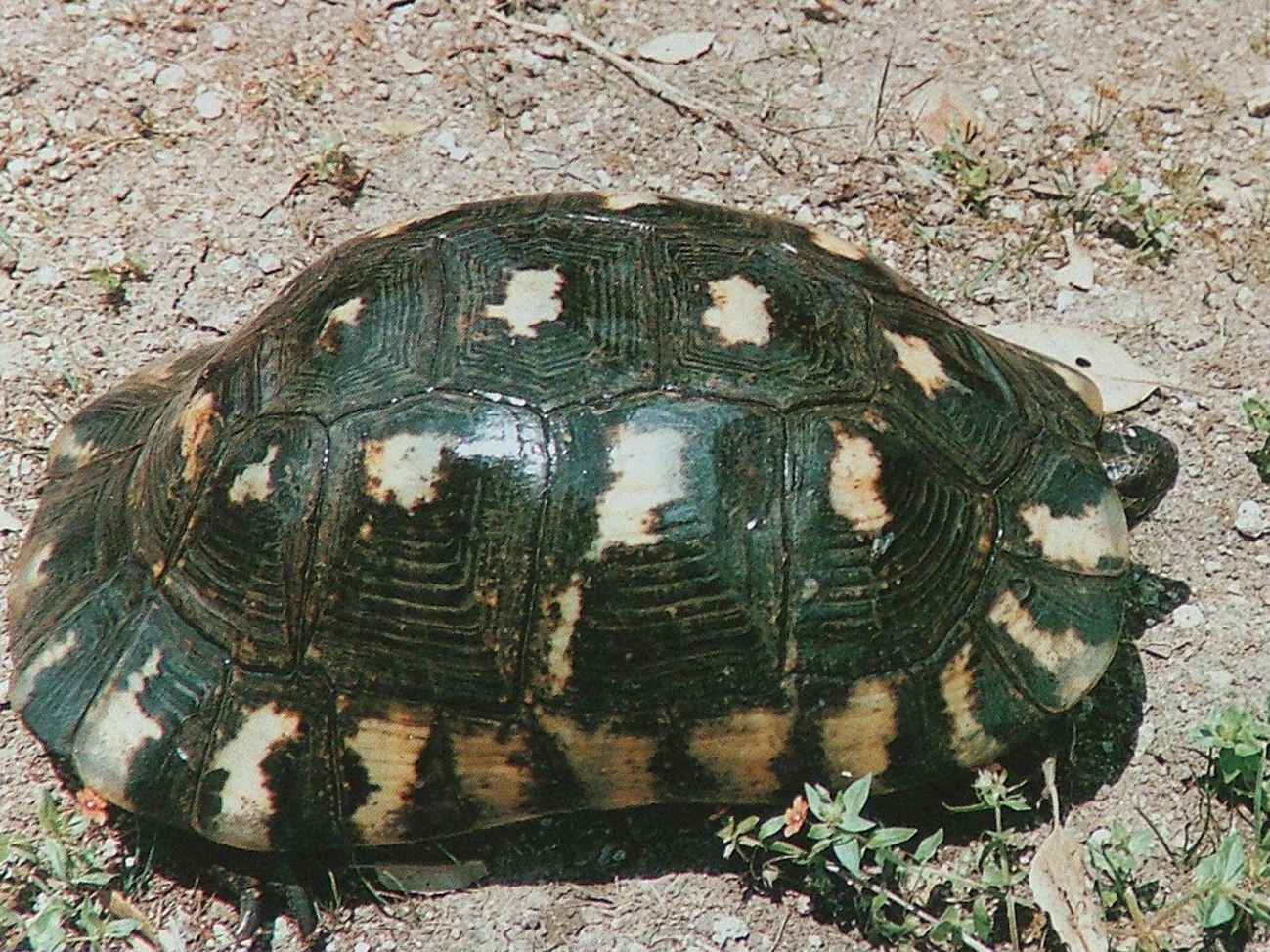
Testudo marginata sarda

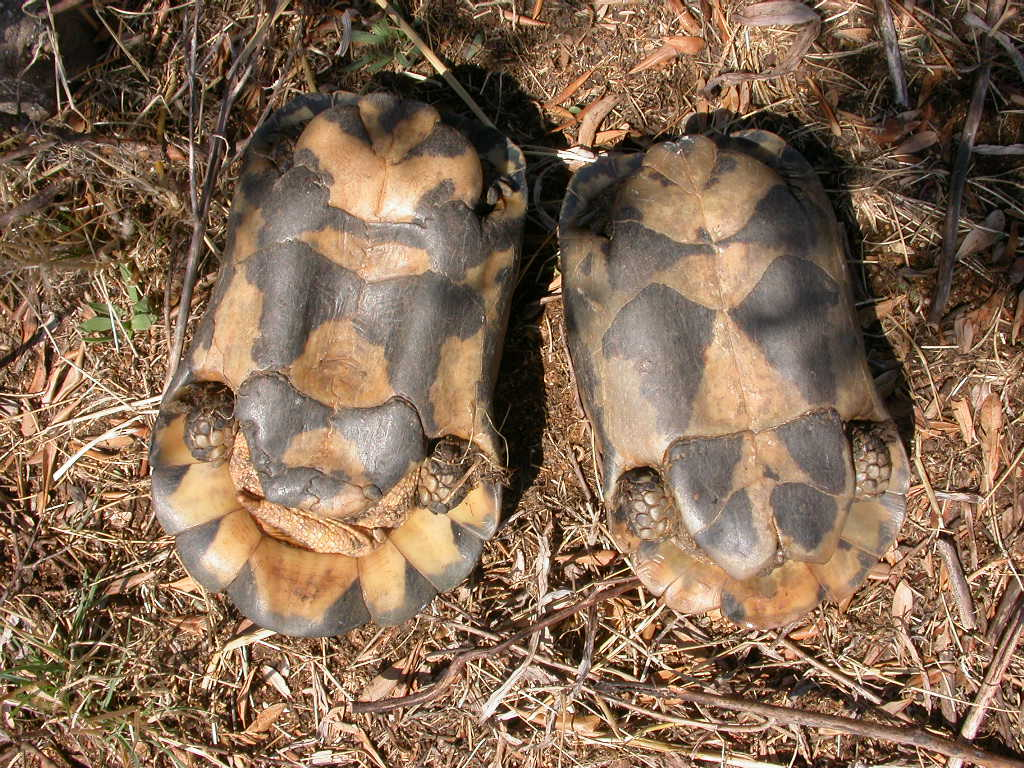
Dimorfismo sessuale: sinistra-maschio, destra-femmina

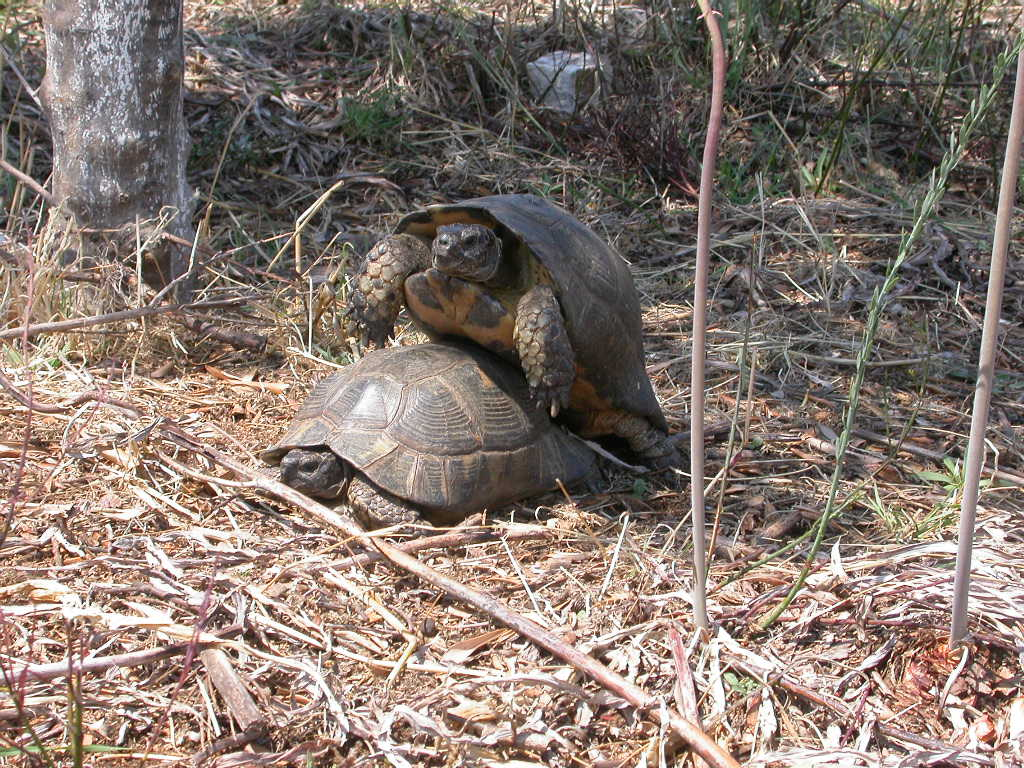
Accoppiamento

Tra tutte le testuggini mediterranee la marginata è quella che raggiunge le maggiori dimensioni. Documentati sono: 'Ciccia', una pluricentenaria femmina sarda di 45 cm per 13 kg e a un maschio di 52 cm per 12 kg presso il CARAPAX, precedentemente appartenente a una signora ottantaduenne di Firenze.
L'origine del vecchissimo animale sembra essere Tempio Pausania in Sardegna.
Carattere distintivo della specie è la presenza sul piastrone da 3 a 5 coppie di triangoli neri con il vertice rivolto verso la coda.
Triangoli presenti, con una o al massimo 2 coppie, anche nella specie più piccola delle Testudo, la Testudo kleinmanni con cui ha una elevata affinità genetica.
Carattere peculiare è la presenza di un caratteristico gonnellino formato dalle squame marginali posteriori. All'interno delle cosce sono presenti una o due coppie di piccoli tubercoli cornei.
Altra caratteristica peculiare, le scaglie femorali e addominali del piastrone sono incernierate tra loro. Nelle femmine la flessibilità è maggiore per agevolare la deposizione delle uova.
La colorazione del carapace dei giovani esemplari non è molto dissimile dalle altre Testudo per poi diventare con gli anni più scuro, punteggiato da alcune macchie gialle nella sommità delle scaglie.

## Dimorfismo sessuale
Il riconoscimento del sesso avviene generalmente attraverso l'individuazione dei caratteri sessuali secondari. I maschi possiedono una coda lunga, robusta e grossa alla base ed il caratteristico gonnellino più pronunciato. 
La distanza dell'apertura cloacale dalla base della coda è maggiore nel maschio. I maschi adulti presentano una concavità nel piastrone più accentuata per facilitare la monta sul carapace della femmina, mentre il piastrone delle femmine e degli esemplari giovani e subadulti è piatto. L'angolo formato dagli scuti anali del piastrone è molto maggiore nel maschio, mentre l'altezza degli stessi scuti è però maggiore nella femmina; lo scuto sopracaudale del maschio è curvo verso il basso e nella femmina è allineato con il resto del carapace. I maschi sono di taglia maggiore rispetto alle femmine.
In molti esemplari, il sessaggio non è facile e certo, presentando caratteristiche morfologiche e sessuali fuorvianti, quali: monta tra esemplari dello stesso sesso, coda dei maschi poco sviluppata, scuti del piastrone con caratteristiche indefinite. Non è raro che la determinazione del sesso delle femmine possa avvenire solo individuando gli esemplari che depongono le uova.

## Sensi
Le testuggini hanno una vista eccellente: sanno distinguere forme, colori e riconoscono anche persone. Hanno un senso dell'orientamento molto preciso: se vengono spostate qualche centinaio di metri dal territorio al quale sono molto legate ci ritorneranno in breve tempo. Sono molto sensibili alle vibrazioni del suolo anche se non hanno un udito sviluppato. 
L'odorato invece è ben sviluppato ed ha un ruolo importante nel riconoscimento del cibo e dei sessi

## Eco-etologia

### Attività
Le T. marginata sono animali ectotermi e nelle prime ore della giornata si crogiolano al sole per innalzare la temperatura corporea ed attivare le funzioni metaboliche. L'esposizione al sole permette di assumere i raggi UVB atti alla sintesi della vitamina D. Raggiunta la temperatura corporea necessaria per l'attivazione degli enzimi atti alla digestione le tartarughe si dedicano alla ricerca del cibo. Con temperature atmosferiche superiori ai 27 °C diventano apatiche e cercano refrigerio scavando piccole buche al riparo della vegetazione bassa o riparandosi in piccoli anfratti. Con la discesa delle temperature si ha la ripresa dell'attività.
Sono state osservate sia in Grecia che in Sardegna delle tane collettive, composte da una lunga galleria scavata nel terreno e terminante in una camera in cui si rifugiano la notte e d'inverno.
In una tana a Leucade sono stati censiti 12 esemplari adulti (Trimigliozzi, 2006).

### Letargo
In autunno, al calare delle temperature, i rettili smettono di alimentarsi, anche per più di 20 giorni, per poter svuotare completamente l'intestino da residui di cibo.
Diventano sempre più apatici e, verso novembre o dicembre a seconda della latitudine, iniziano ad interrarsi o a ripararsi in luoghi protetti e cadono in letargo.
In natura, gli esemplari si interrano anche 10-20 centimetri.
La temperatura ideale di letargo, calcolata nel luogo di interramento è di 5 °C; temperature inferiori ai 2 °C arrecano danni cerebrali o morte, mentre superiori ai 10 °C le inducono in uno stato di dormiveglia pericoloso per l'esaurimento delle scorte di grasso necessarie a superare l'inverno.
Il letargo è una fase metabolica assolutamente necessaria per questa specie, e va impedito solo in caso di malattia o debilitazione.
La principale causa di morte, nel caso di esemplari tenuti a svernare all'interno di abitazioni da allevatori improvvisati, è proprio la temperatura, che si presenta troppo alta per consentire il letargo e troppo bassa per consentire di continuare ad alimentarsi.
In queste situazioni, se si vorrà tenerlo attivo, l'esemplare andrà collocato in un terrario riscaldato con un punto caldo sui 28 °C ed un punto fresco e ombreggiato sui 18 °C, con un substrato di 5 cm circa composto da un 40% di torba bionda di sfagno, un 40% di terriccio naturale privo di concimi e fitofarmaci ed un 20% di sabbia di fiume.
Essenziale è una lampada UVB specifica per rettili, necessaria per la sintesi della vitamina D occorrente per fissare il calcio. 
Se si opta per un letargo controllato, la testuggine andrà posta in un contenitore protetto dai roditori con una rete metallica, ricolmo del medesimo substrato del terrario.

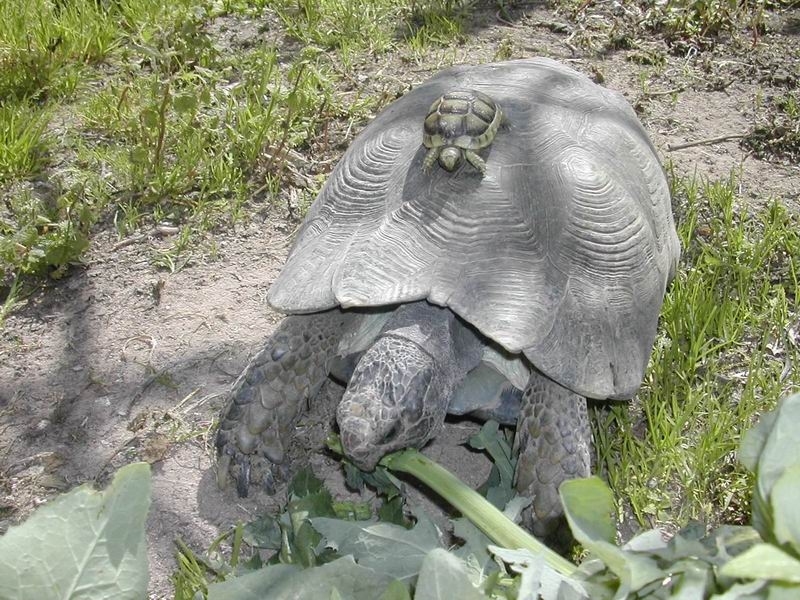
Femmina adulta rapportata con un suo piccolo

Il contenitore andrà collocato in un locale buio con temperature tra i 4 °C e gli 8 °C e una sufficiente umidità ambientale, 70% UR.
Il risveglio avviene generalmente nel mese di marzo ed è legato al rialzarsi delle temperature diurne.

### Accoppiamento
Con il risveglio inizia il corteggiamento da parte del maschio con un rituale che prevede inseguimenti, morsi e colpi di carapace alla femmina.
Il maschio monta sul dorso della femmina per la copula che avviene con l'estroflessione del pene contenuto nella grossa coda e in questa occasione emette l'unico verso udibile di questi rettili per il resto muti. La femmina può arrivare fino a 4 anni di anfigonia ritardata, conservando lo sperma in un apposito organo, la spermateca, all'interno dell'ovidutto.
La  T. marginata  si può accoppiare con la filogeneticamente contigua Testudo graeca con nascita di ibridi fertili.

### Riproduzione

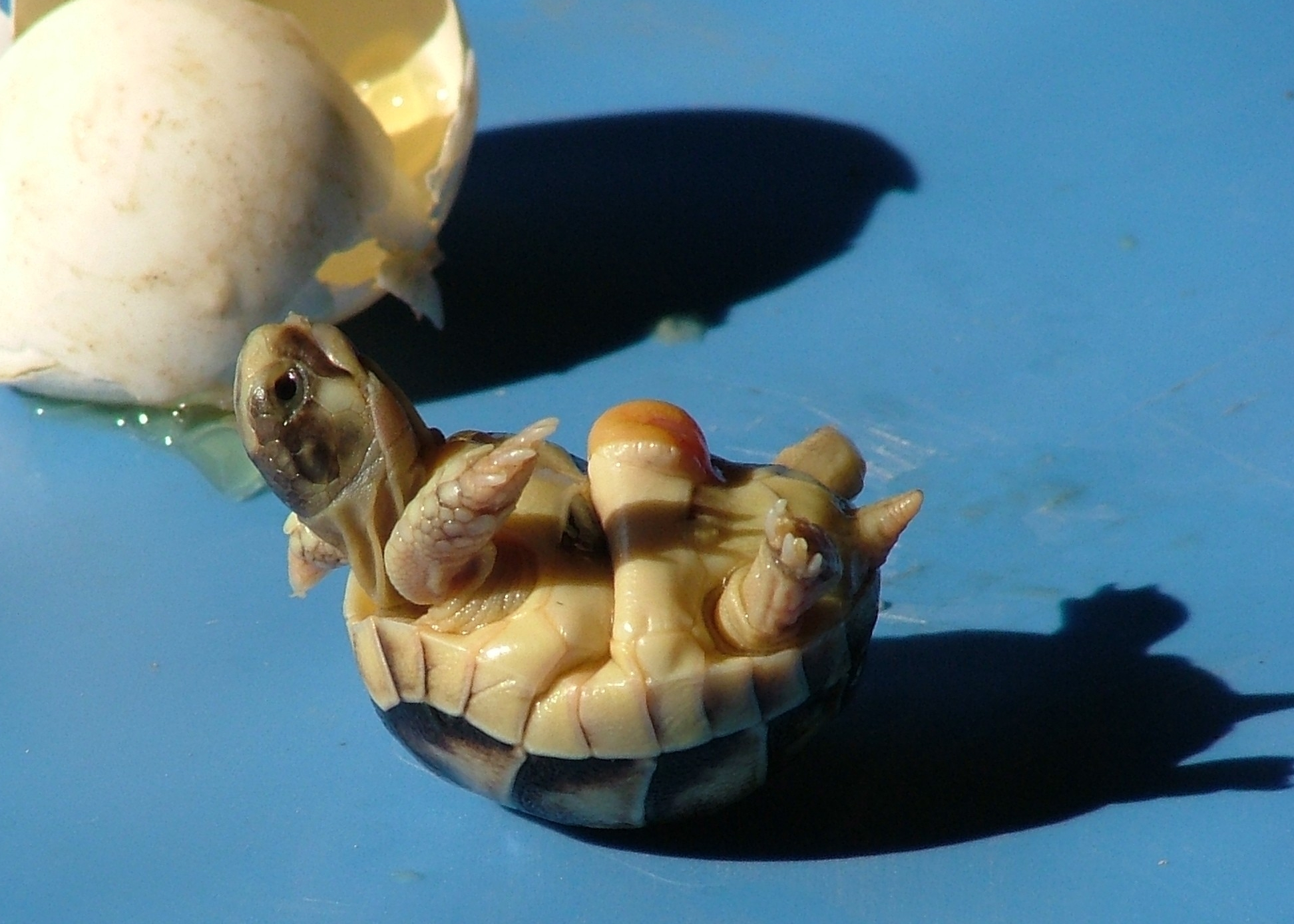
Sacco vitellino

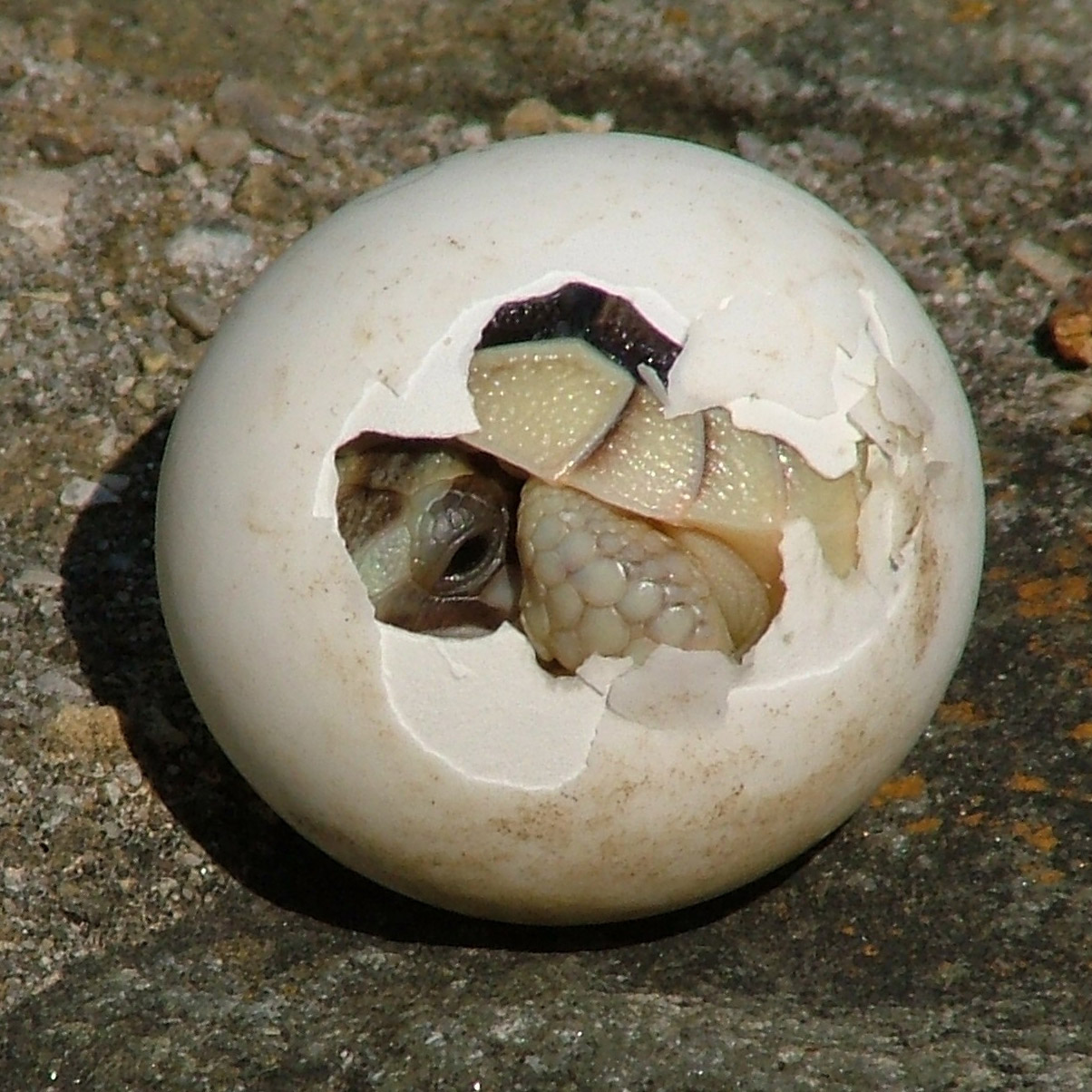
Schiusa

Animali longevi, si hanno notizie di esemplari di oltre 80 anni di età, raggiungono la maturità sessuale intorno ai 10 anni. Le Testudo sono ovipare, le deposizioni avvengono in buche scavate dalla femmina nel terreno con le zampe posteriori.
Le femmine di T.marginata depongono anche in quattro volte, da maggio a luglio, un numero variabile di uova generalmente in proporzione alla taglia dell'esemplare.
Il tempo di incubazione, 2 o 3 mesi circa, e il sesso sono in relazione con la temperatura.
Con temperatura di incubazione inferiore ai 31,5 °C si avrà una preponderanza di esemplari maschi, con temperatura superiore ai 31,5 °C in maggioranza femmine.
Giunto il momento della schiusa, spesso agevolata da una giornata di pioggia, il tartarughino per rompere il guscio si avvale del cosiddetto "dente dell'uovo", un tubercolo corneo posto tra le narici e la mascella superiore destinato a sparire in pochi giorni. La fuoriuscita dall'uovo dura anche 48 ore e in questo arco di tempo viene assorbito totalmente il sacco vitellino.

### Alimentazione
Sono rettili prettamente vegetariani. Gli esemplari selvatici vivono in un habitat caratterizzato da lunghi periodi di aridità che li costringe a nutrirsi di erbe secche, in queste condizioni integrano la loro dieta mangiando artropodi o chiocciole, queste ultime utili per l'apporto di calcio del guscio. Saltuariamente non disdegnano escrementi o piccole carogne. Gli esemplari allevati in cattività sono generalmente sovralimentati e non vanno assolutamente nutriti con: carne, latte, formaggi, alimenti per cani e gatti, uova, pane, latte, agrumi, kiwi, lattuga.
Il tarassaco, la cicoria e il radicchio rosso sono alcune delle verdure adatte alla loro alimentazione per l'alto rapporto di calcio rispetto al fosforo e per le fibre in esse contenute. Alti apporti proteici e di fosforo con bassi valori di calcio portano a deformazioni permanenti del carapace e danni agli organi interni. Altre erbe spontanee adatte all'alimentazione di questa specie, sono: erba medica, malva, ortica, piantaggine, trifoglio, borsa del pastore, falsa ortica, parietaria, cicoria. borragine, opuntia o pale di fichi d’india, bignonia (soprattutto i fiori), grespino, bocca di Leone, geranio selvatico (non quello che si compra nei vivai!), radicchiella, viola mammola, dicondria, foglie di vite, foglie di gelso, fiore di ibisco, crescione, nasturzio.
Evidente segno di una cattiva alimentazione è un carapace con gli scuti appuntiti e scanalti nelle suture, la cosiddetta piramidalizzazione; al contrario, un carapace in forma di una levigata semicalotta ovale è segno di una corretta alimentazione.

## Habitat

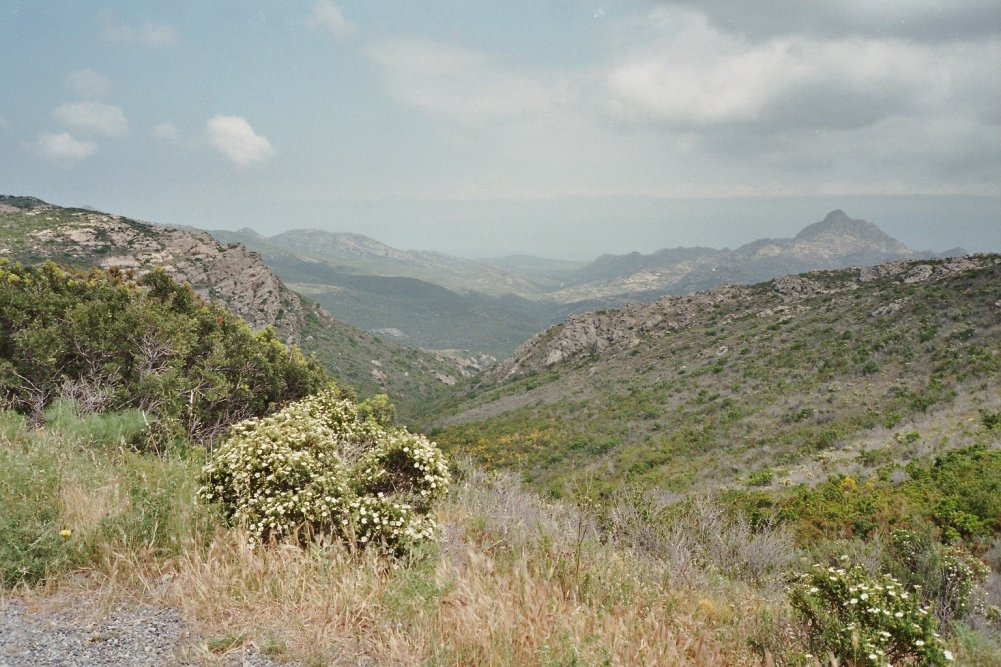
Macchia mediterranea

Gli habitat della testuggine marginata sono tipicamente mediterranei, compresi nella zona fitoclimatica del Lauretum e caratterizzati da inverni miti, con precipitazioni moderate, ed estati aride, con temperature elevate. Questa specie trova rifugio e nutrimento nella vegetazione bassa cespugliosa della gariga, gli arbusti della macchia mediterranea e nel sottobosco fino a quota collinare temperata.
In Sardegna gli habitat in cui sono ancora possibili dei ritrovamenti e sono presenti dei gruppi vitali sono le dune sabbiose costiere ricche di vegetazione, le pinete costiere di pini mediterranei con sottobosco di arbusti mediterranei, le leccete e le sugherete. Si incontrano esemplari in aree destinate all'uso agricolo quali oliveti, agrumeti e vigneti.

## Distribuzione

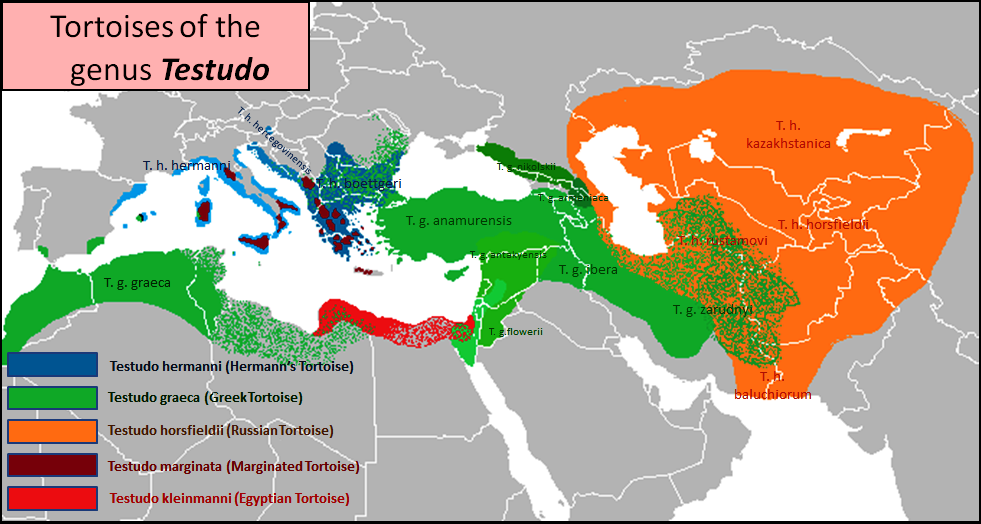
Areale della specie

Originaria della Grecia è presente anche in Italia, quasi esclusivamente in Sardegna ove risulta introdotta in epoca storica.
Questa specie avendo trovato in Sardegna un habitat ideale si è talmente diffusa da essere comunemente denominata tartaruga sarda.
In epoca preromana veniva importata dagli Etruschi per essere utilizzata nei riti di inumazione, a Roma resti di carapace furono rinvenuti in una sepoltura arcaica nei pressi del Lacus Curtius.

## Futuro della specie

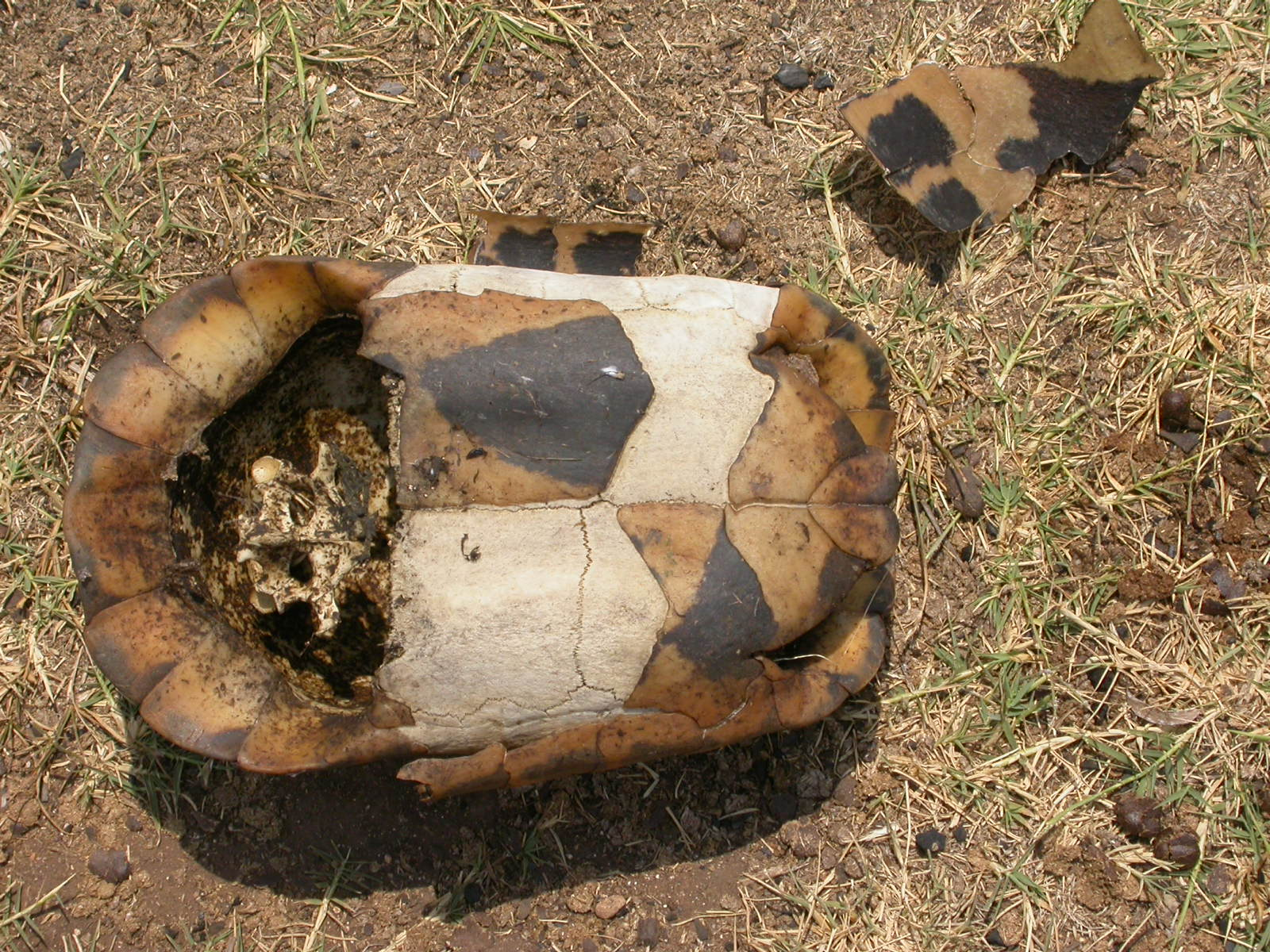
Guscio di esemplare ucciso da un incendio

Sin dall'antichità tenute come animale da giardino le specie appartenenti al genere Testudo sono a grave rischio di scomparsa nell'ambiente naturale soprattutto per fattori antropogenici quali l'agricoltura meccanizzata e l'uso dei fitofarmaci, il traffico automobilistico, gli incendi, la distruzione dell'ambiente naturale e l'urbanizzazione, la cattura illegale e nella predazione da parte di animali selvatici. La cattura a fini alimentari umani è praticamente scomparsa in Italia.
Da alcuni anni vige in Europa il divieto di cattura, detenzione e commercio degli esemplari presenti in natura; ciò ha spinto numerosi appassionati a dedicarsi all'allevamento delle varie specie di Testudo e attualmente gli esemplari allevati superano di gran numero quelli selvatici.
Tuttavia gli sforzi degli allevatori per poter legalmente immettere in commercio la prole allevata, che farebbe di molto ridurre il prelievo illegale di esemplari selvatici, vengono in parte vanificati da una legislazione farraginosa e estremamente burocratizzata che non ha ancora preso atto di questa nuova realtà.

## Legislazione
Inserita in Red List, come tutti i rettili del genere Testudo, la T.marginata è protetta dalla Convenzione di Berna allegato II, inclusa nella Convenzione di Washington, C.I.T.E.S. appendice II dal 01/07/75 e in allegato A (reg (CE) 1332/2005) della Comunità Europea, per cui è assolutamente vietato il prelievo in natura e regolamentato l'allevamento e il commercio degli esemplari in cattività. In Italia i compiti di sorveglianza e di gestione delle norme applicative delle convenzioni internazionali per la tutela delle specie animali sono di competenza del Corpo Forestale dello Stato.

## Storia, arte e cultura

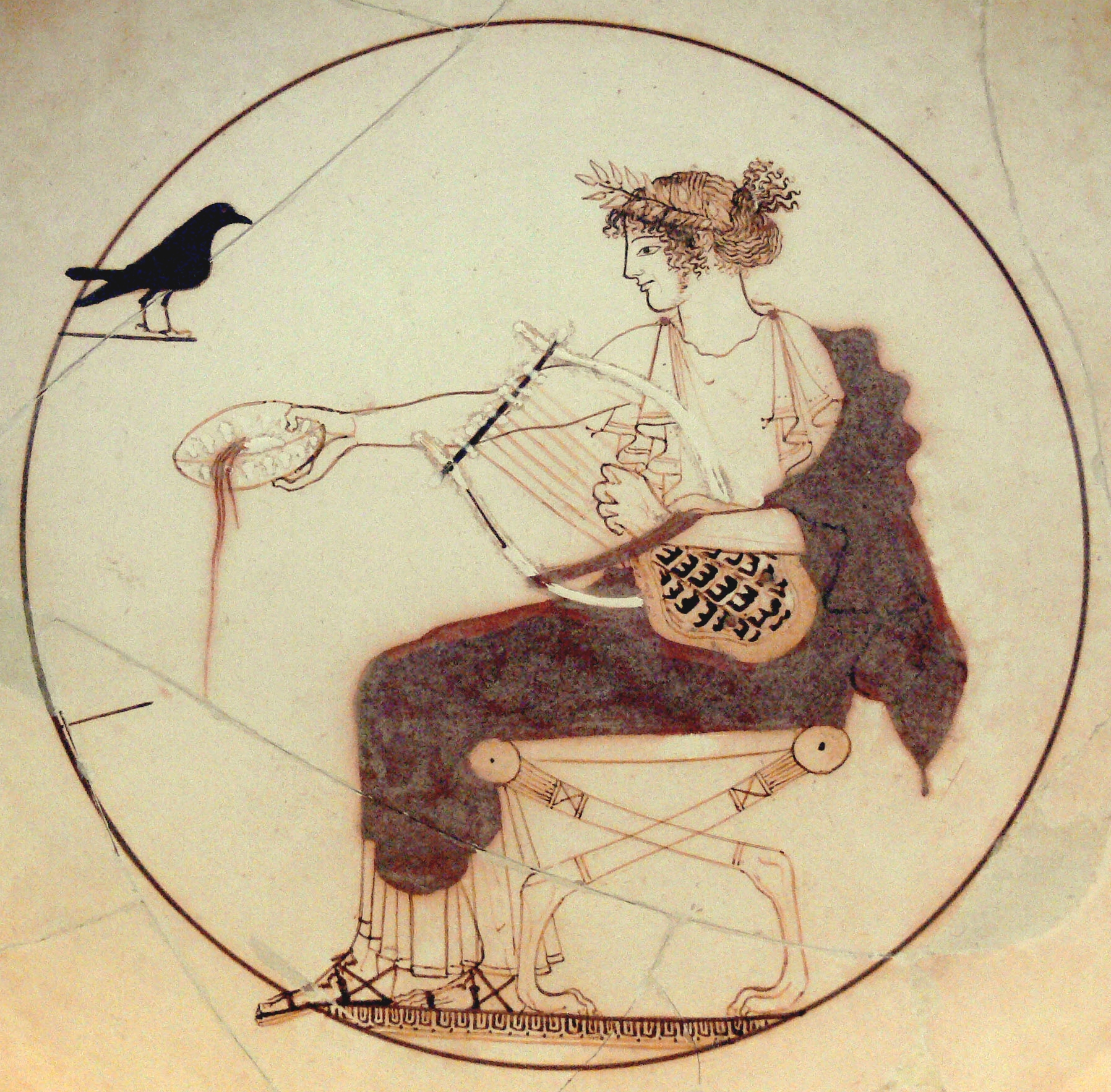
Apollo con la Chelys-lyra ricavata dal carapace di una Testudo, pittura vascolare greca, ca. 460 a.C.

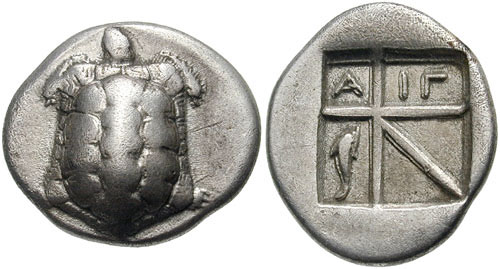
Dracma di Egina

Probabilmente introdotta per la prima volta nella penisola italiana dagli Etruschi, fin dall'antichità è stata catturata e allevata per usi alimentari, utilitaristici e come animale da giardino. Dal suo carapace, il più grande tra tutte le testuggini terrestri mediterranee, se ne ricavavano svariati oggetti di uso comune, preziosi inserti in opere di ebanisteria e gioielleria e casse armoniche per strumenti musicali. La mitologia greca ci narra che l'inventore della lira fu Hermes. Un giorno il dio trovò all'interno della grotta una tartaruga. La uccise, ne prese il carapace e tendendo sette corde di budello di pecora su dei corni di antilope ne ricavò lo strumento musicale. In seguito Ermes la regalò ad Apollo, e questi al figlio Orfeo.
La sua effigie è ben riconoscibile nella prima moneta europea, coniata dalla città greca di Egina tra il VII e il IV secolo a.C.
Numerosi sono i rinvenimenti di gusci o oggetti da essi ricavati in sepolture antiche; da svariati ritrovamenti si ipotizza, ma potrebbero essere delle intrusioni post-deposizionali, che gli Etruschi inserivano delle tartarughe vive nelle tombe. Tra il XVI e il XVIII secolo furono introdotte in Sardegna e allevate da alcuni ordini monastici perché le loro carni, ritenute altamente nutritive soprattutto per gli infermi, erano tra le poche di cui la Chiesa cattolica consentiva il consumo nei giorni di astinenza. Sin dai primordi dell'arte, innumerevoli sono le raffigurazioni di testuggini, in alcune di esse è possibile identificare con certezza l'appartenenza alla specie T.marginata. In letteratura è ricorrente il personaggio della tartaruga come raffigurazione della longevità e della pacatezza, famoso è il racconto di Esopo, La lepre e la tartaruga. In matematica è da ricordare, Achille e la tartaruga, il secondo dei paradossi formulati da Zenone di Elea.